# Aer Lingus

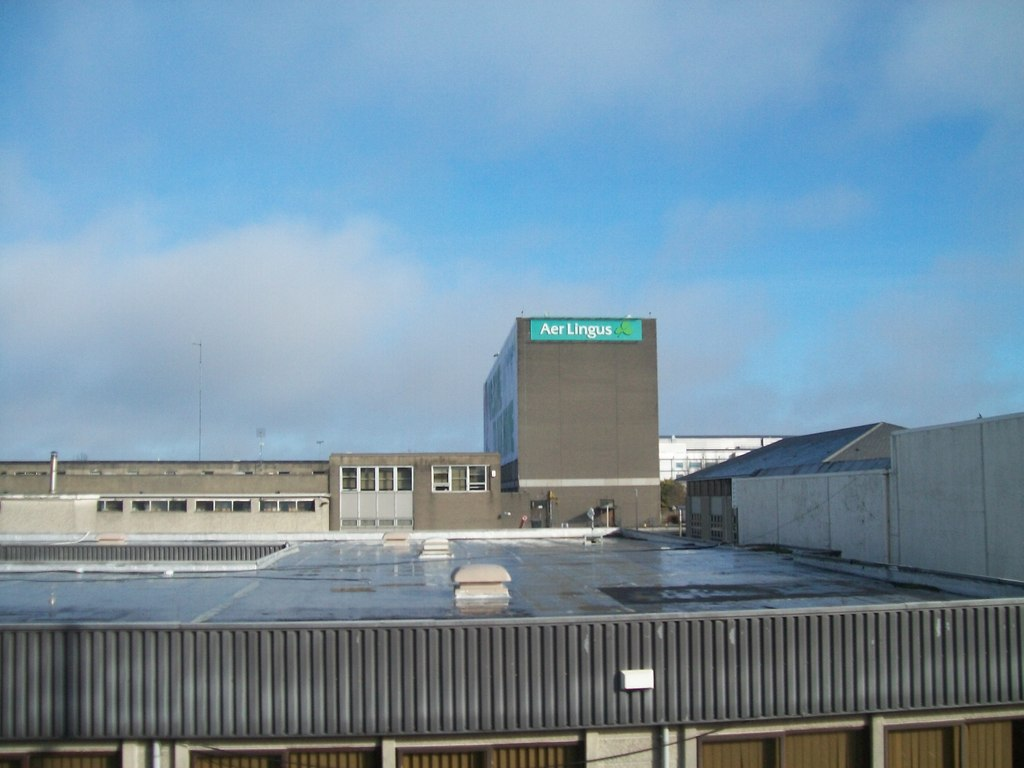
Aer Lingus huvudkontor

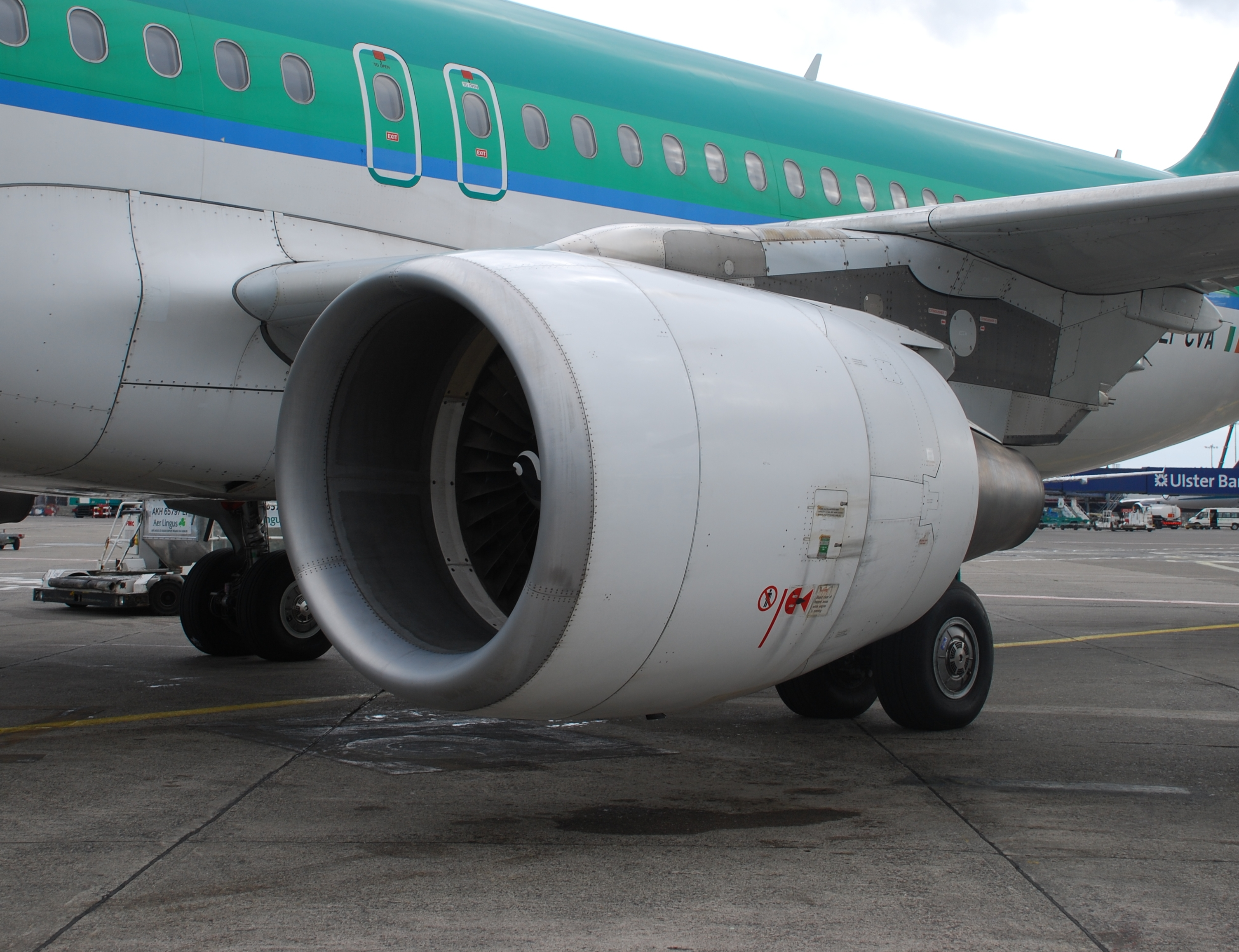
Ett Airbus A320 från Air Lingus på Dublin Airport.

Aer Lingus är ett irländskt flygbolag bildat 1936. Flygbolaget flyger 60 destinationer med 34 flygplan. Den irländska staten äger ca 20% av flygbolaget, men det har talats om att bolaget skulle kunna komma att privatiseras.
Aer Lingus har stora ekonomiska problem, bland annat på grund av konkurrens, bränslekostnader med mer. Aer Lingus har inte längre någon gratismat på sina Europa-flygningar, men man har kvar det på sina långdistanslinjer. Aer Lingus hoppade av Oneworld den 1 april 2007.
Ryanair ägde en del av Aer Lingus under nio år och försökte vid upprepade tillfällen själva köpa Aer Lingus. Det satte konkurrensmyndigheterna stopp för. Ryanair beslutade sig 2015 för att sälja sin ägarandel om 29,8 procent i Aer Lingus till flygjätten IAG, som äger British Airways.

## Koder
- IATA kod: EI
- ICAO kod: EIN

## Flotta

### Nuvarande flotta
- 4 Airbus A319-100
- 33 Airbus A320-200
- 3 Airbus A321-200
- 43 Airbus A330-200
- 4 Airbus A330-300

Aer Lingus har även beställt 9 Airbus A350.

### Historisk flotta
Flygbolaget har tidigare flugit bl.a.:
- ATL-98 Carvair
- BAC 1-11
- BAe 146
- Boeing 707
- Boeing 737-200, -300, -400, -500
- Boeing 747
- Boeing 767
- Bristol 170 Freighter
- Douglas DC-3/C-47
- Douglas DC-4
- Fokker F-27
- Fokker 50
- L-749 Constellation
- L-1049 Super Constellation
- Saab 340
- Short 330
- Short 360
- Vickers Viking
- Vickers Viscount